# Wouter III Berthout

Wapen Berthout

Wouter III Berthout was zoon van Wouter II Berthout en Guda van Loon, hij huwde met Sofie van Holland. Na zijn overlijden zou de familie vertakken in drie belangrijke vertakkingen in Mechelen, Duffel-Geel en Berlaar. Wouter III Berthout kreeg twee zonen: Wouter IV Berthout en Hendrik I Berthout.